# Сантана (група)
Вижте пояснителната страница за други значения на Сантана.
„Сантана“ (на английски: Santana) е американска рок група, основана през 1966 година в Сан Франциско от родения в Мексико китарист Карлос Сантана.
През различни периоди от своята история групата включва множество други музиканти, като Карлос Сантана остава единственият постоянен член. Малко след създаването си групата сключва договор с издателя „Кълъмбия Рекърдс“, участието им на фестивала „Удсток“ през 1969 година увеличава известността им и те записват добре приетите от критиката и публиката албуми Santana (1969), Abraxas (1970) и Santana III (1971). Те са записани от „класическия“ състав на групата, включващ вокалиста Грег Роли, перкусионистите Хосе Ареас и Майкъл Карабело, барабаниста Майкъл Шрийв и басиста Дейвид Браун. Сред хитовете им от този период са Evil Ways (1970), Black Magic Woman (1970), Oye Como Va (1971) и инструменталът Samba Pa Ti (1973).
След промяна на състава през 1972 година групата експериментира с елементи на джаз фюжън в албумите Caravanserai (1972), Welcome (1973) и Borboletta (1974). Тя достига нов връх в търговския и художествен успех със своя осемнадесети албум Supernatural (1999), който включва достигналите първо място в класацията „Билборд Хот 100“ сингли Smooth и Maria Maria. Албумът оглавява класациите в единадесет страни и получава осем награди „Грами“ – рекорд, достиган само от Майкъл Джаксън. През 2014 година групата се събира в своя „класически“ състав с изключение на починалия Браун и продължава да изнася концерти и да записва.
Стилът на „Сантана“ също е много разнороден и се променя с времето. Те са сред първите музиканти, популяризирали рок музика, включваща латиноамерикански елементи. Други стилове, в които свирят са джаз рок, поп рок, хардрок, блус рок, психеделичен рок.

## Дискография
- Santana (1969)
- Abraxas (1970)
- Santana III (1971)
- Caravanserai (1972)
- Welcome (1973)
- Borboletta (1974)
- Greatest Hits (1974)
- Lotus (1974)
- Amigos (1976)
- Festival (1977)
- Moonflower (1977)
- Inner Secrets (1978)
- Marathon (1979)
- Zebop! (1981)
- Shango (1982)
- Havana Moon (1983)
- Beyond Appearances (1985)
- Freedom (1987)
- Blues for Salvador (1987)
- Spirits Dancing in the Flesh (1990)
- Milagro (1992)
- Sacred Fire: Live in South America (1993)
- Santana Brothers (1994)
- Supernatural (1999)
- Shaman (2002)
- The Essential Santana (2002)
- Ceremony: Remixes & Rarities (2003)
- All That I Am (2005)
- Ultimate Santana (2007)
- The Very Best of Santana (live in 1968) (2007)
- Multi-Dimensional Warrior (2008)